# ウーヴェ・ゼーラー
ウーヴェ・ゼーラー（Uwe Seeler, 1936年11月5日 - 2022年7月21日）は、ドイツ・ハンブルク出身の元サッカー選手。西ドイツ代表。選手時代のポジションはフォワード。

## 人物
1950年代後半から1970年代のドイツを代表するサッカー選手。小柄で太めな体形からは想像もつかない程の俊敏さとジャンプ力、ボールの落下点に絶妙に合わせる得点感覚、旺盛な闘争心を持ち合わせていた。
現役生活を一貫してハンブルガーSVで過ごし、クラブ史上最も成功した選手であると共にシンボル的存在であった。引退後の現在もハンブルクでは「Uns Uwe」（私達のウーヴェ）と親しみを込めて呼ばれている。また2005年8月にはホームスタジアムのAOLアレナ（現、HSHノードバンク・アレナ）の前に彼の銅像が立てられた。
西ドイツ代表としては4度のFIFAワールドカップに参加し21試合に出場した。この記録は1998年に同じドイツのローター・マテウスによって塗り替えられるまで世界記録であった。
父親のエルヴィン・ゼーラーと兄のディーター・ゼーラーもハンブルガーSVで出場したサッカー選手である。孫のレヴィン・エズトゥナリもサッカー選手で1.FCウニオン・ベルリンに所属している。

## 経歴

### 選手時代

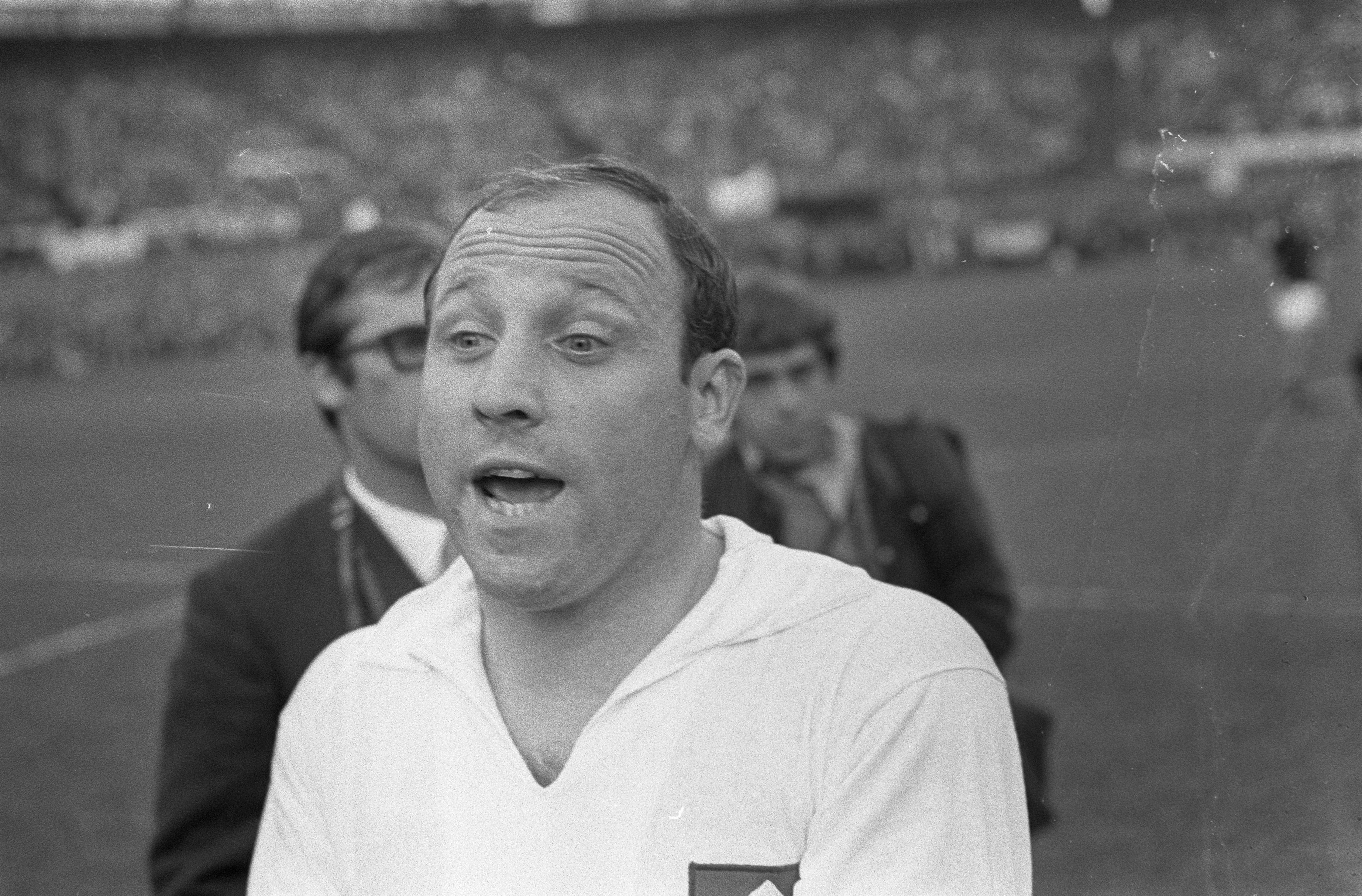
現役時代のゼーラー（1968年）

ゼーラーは1946年に9歳の時にハンブルガーSVの下部組織に入団しサッカーを学んだ。1953年に18歳でトップチームへ昇格を果たし、翌1954年のDFBポカール、対ホルシュタイン・キール戦でデビューを飾り、この試合で4得点を決めた（試合は8-2でハンブルクの勝利）。
当時のドイツのサッカー選手の給与水準は低く、トップクラスの選手の中には国外へ活躍の場を求める者もいた。ゼーラーに対してもイタリアやスペインから高額のオファーが届いたが、現役生活を一貫してハンブルガーSVの為に出場を続けた。ハンブルクではドイツ選手権優勝1回（1960年）、DFBポカール優勝2回（1960年、1963年）に貢献。彼自身もブンデスリーガ創設初年度の1963-64シーズンに30得点を挙げ得点王を獲得するなど、ブンデスリーガ通算239試合に出場し137得点、またヨーロッパのカップ戦において29試合21得点を記録した。これらの活躍からドイツ年間最優秀選手賞を3度（1960年、1964年、1970年）受賞した。
ゼーラーは1972年に現役を引退したが、1978年にアイルランドのコーク・セルティックFCの選手として公式戦1試合に出場し2得点を記録した。ゼーラーは選手生活を通じて509試合に出場した。なお、この記録はドイツ歴代最多記録となっている。
西ドイツ代表としては1954年10月16日にデビュー。1958年のワールドカップ・スウェーデン大会4位、1962年のワールドカップ・チリ大会ベスト8、1966年のワールドカップ・イングランド大会準優勝、1970年のワールドカップ・メキシコ大会3位入賞に貢献した。また、参加した4つの大会全てで複数ゴールを挙げた。これは同じドイツのミロスラフ・クローゼと合わせて2人しか達成していない。1970年9月に代表から退くまで、国際Aマッチ72試合に出場し43得点を記録した。
また、1962年から1970年の長きに渡って西ドイツ代表のキャプテンを務め、引退後の1972年にドイツサッカー協会(DFB)から2人目のドイツ代表名誉キャプテンに選ばれた。

### 引退後
引退後の1995年に古巣であるハンブルガーSVの会長に就任した。しかし、1998年に財政的なスキャンダルが発覚すると、ゼーラー自身は関与をしていなかったものの、責任を問われる形で会長職を辞任した。
2003年、ハンブルク市名誉市民賞を受賞した。

## エピソード
- 1970年のワールドカップ・メキシコ大会では若いゲルト・ミュラーが台頭しており、どちらを起用するかが焦点となった。監督のヘルムート・シェーンは2人を合宿所では同室とし、試合ではゼーラーを中盤に起用することで両者の共存を図った[3]。
- 1972年にコメディアンのハインツ・エルハルト（英語版）の主演映画『Willi wird das Kind schon schaukeln（英語版）』に友情出演した。
- 2008年、1896年に建造された帆船リックマー・リックマーズ（英語版）号の名誉キャプテンに任命された。

## 個人タイトル
- ブンデスリーガ得点王（英語版）　1回（1964）
- ドイツ年間最優秀選手賞　3回（1964,1967,1970）
- 20世紀世界最優秀選手 45位 (国際サッカー歴史統計連盟 1999)